# Isiah Young
Isiah Young (ur. 5 stycznia 1990 w Manhattan w stanie Kansas) – amerykański lekkoatleta specjalizujący się w biegach sprinterskich.
Srebrny medalista IAAF World Relays (2017).
Medalista mistrzostw Stanów Zjednoczonych. Stawał na podium mistrzostw NCAA.

## Osiągnięcia
| Rok  | Impreza              | Miejsce | Konkurencja             | Lokata     | Wynik   |
| ---- | -------------------- | ------- | ----------------------- | ---------- | ------- |
| 2012 | Igrzyska olimpijskie | Londyn  | bieg na 200 metrów      | półfinał   | 20,89   |
| 2013 | Mistrzostwa świata   | Moskwa  | bieg na 200 metrów      | półfinał   | 20,36   |
| 2015 | Mistrzostwa świata   | Pekin   | bieg na 200 metrów      | eliminacje | 20,51   |
| 2017 | IAAF World Relays    | Nassau  | sztafeta 4 × 200 metrów | 2. miejsce | 1:19,88 |
| 2017 | Mistrzostwa świata   | Londyn  | bieg na 200 metrów      | 8. miejsce | 20,64   |

## Rekordy życiowe
- Bieg na 60 metrów (hala) – 6,61 (2012)
- Bieg na 100 metrów – 9,89 (2021) / 9,82w (2015)
- Bieg na 200 metrów – 19,86 (2013) / 19,75w (2015)